# Runddysser im Klemstrup Skov

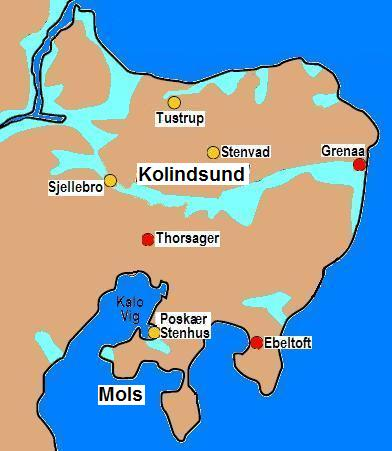
Karte on Djursland

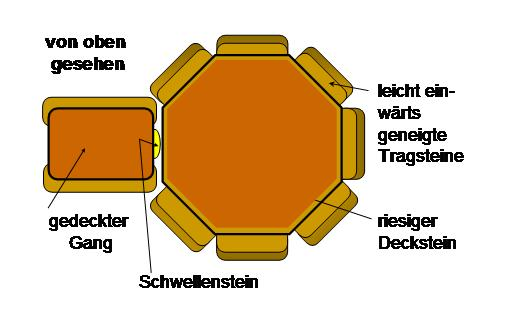
Schema Polygonaldolmen von oben gesehen

Die Runddysser im Klemstrup Skov (Wald) liegen in Djursland zu beiden Seiten des Klemstrupvej, einer Straße zwischen Ryomgård und Pindstrup in Jütland in Dänemark. Die Dolmen sind teilrestauriert und Beispiele für die niedrigen Runddolmen der Region. Die Dolmen am Nordufer des Kolindsunds, der vor dem Verlanden Djursland zwischen Grenaa und Allingåbro trennte und im Neolithikum eine Insel war, entstanden zwischen 3500 und 2800 v. Chr. als Megalithanlagen der Trichterbecherkultur (TBK). 
Die Gegend ist reich an Dolmen und bildet in vielerlei Hinsicht das nördliche Gegenstück zu der Konzentration um Nødager südlich des Kolindsund. Neolithische Monumente sind Ausdruck der Kultur und Ideologie neolithischer Gesellschaften. Ihre Entstehung und Funktion gelten als Kennzeichen der sozialen Entwicklung.

## Der südliche Dolmen
Der Dolmen südlich der Straße hat einen nahezu intakten Ring aus 24 großen Randsteinen, die ursprünglich den fast vollständig abgetragenen Erdhügel einfassten, der die südöstlich der Hügelmitte stehende Anlage bedeckte. Im Südosten liegen zwei Steinpaare die zum Gang gehören, der den fünfeckigen Polygonaldolmen aus fast 1,5 m hohen stark einwärts geneigten Steinen erschloss. Der für Dolmen dieser Art typische einzige Deckstein fehlt. Der Dolmen wurde archäologisch nicht untersucht und Funde sind nicht bekannt.

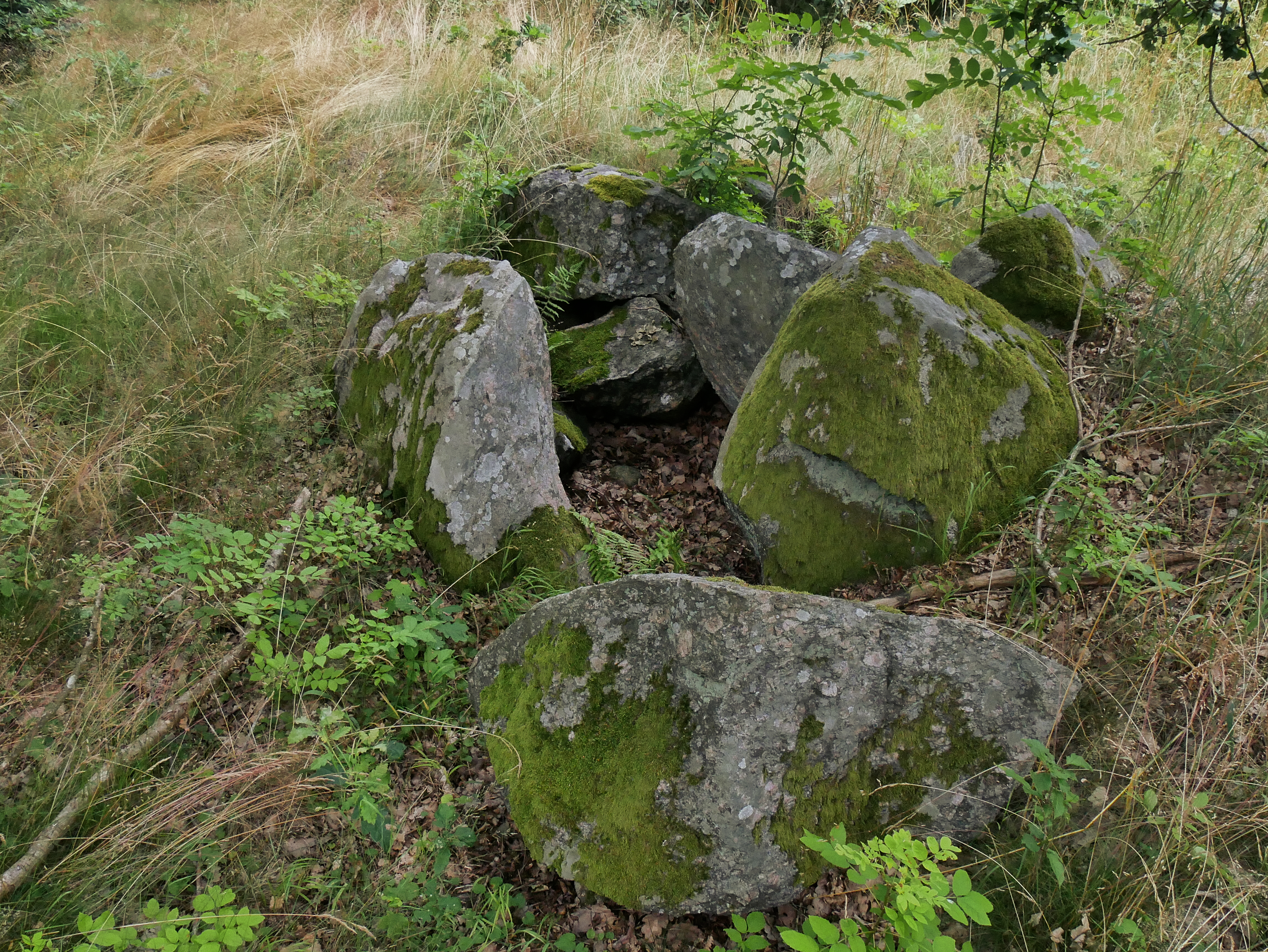
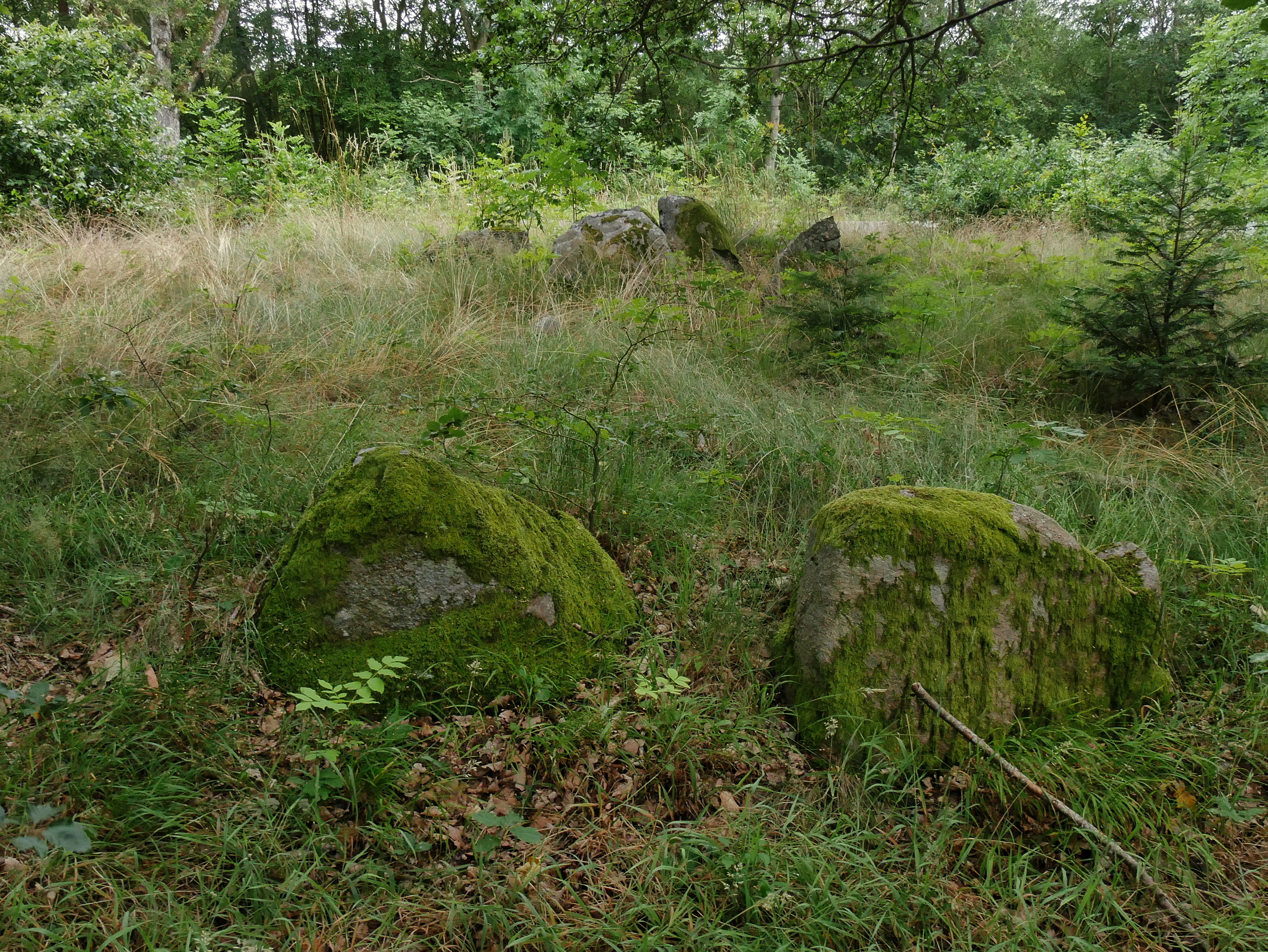
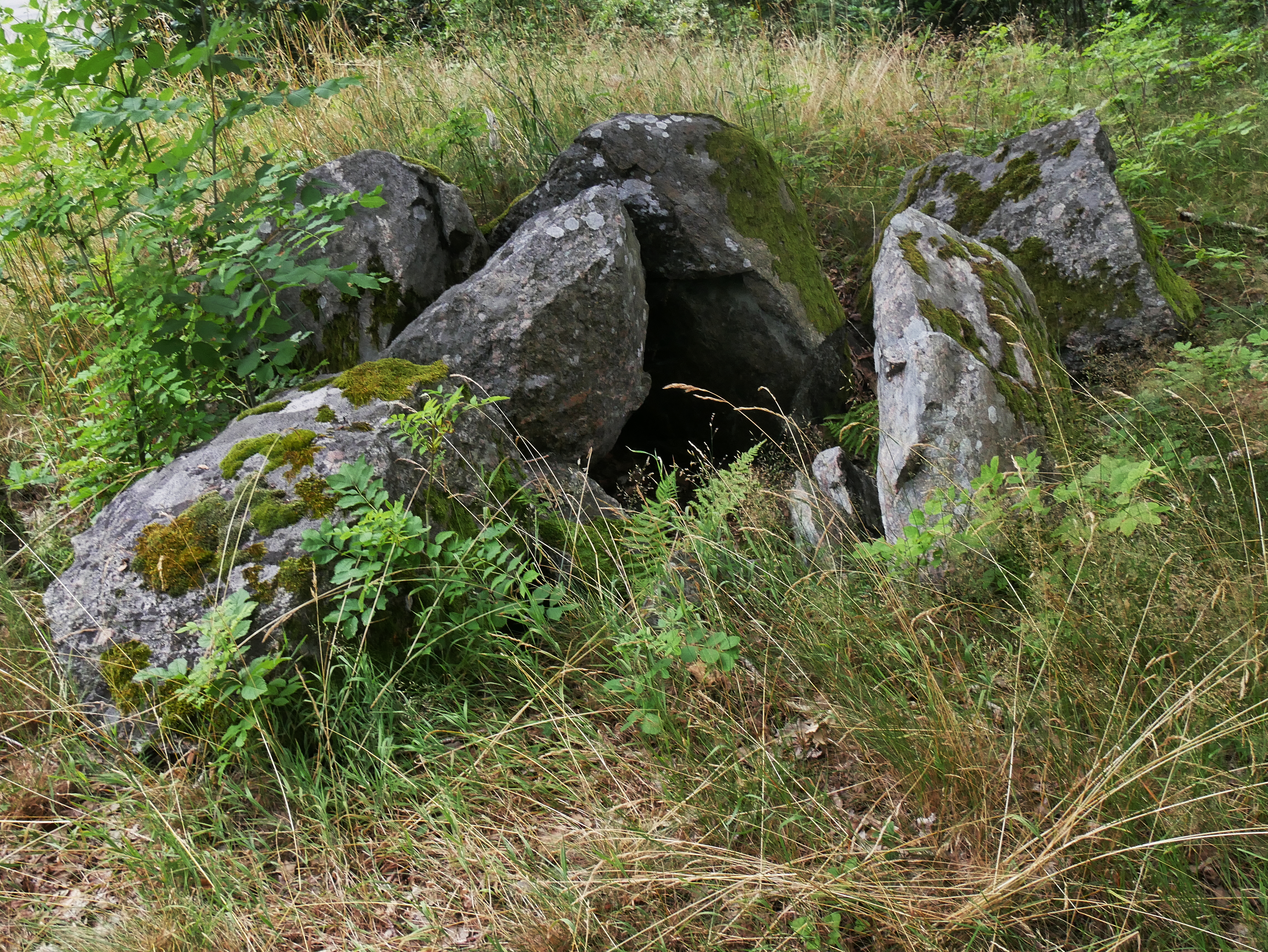

## Der nördliche Dolmen
Der Dysse nördlich der Straße ist ein fast identischer Runddysse von etwa 11 m Durchmesser. Im Ring aus 28 großen Randsteinen stehen die meisten Steine noch aufrecht. Von der ebenfalls nach Südosten ausgerichteten Kammer sind allerdings nur drei Tragsteine erhalten. Die einst fünfeckige Kammer dieses Polygonaldolmens ist von gesprengten Steinen umgeben, die ursprünglich dazu gehörten, während Gangsteine und Erdhügel nicht zu erkennen sind.

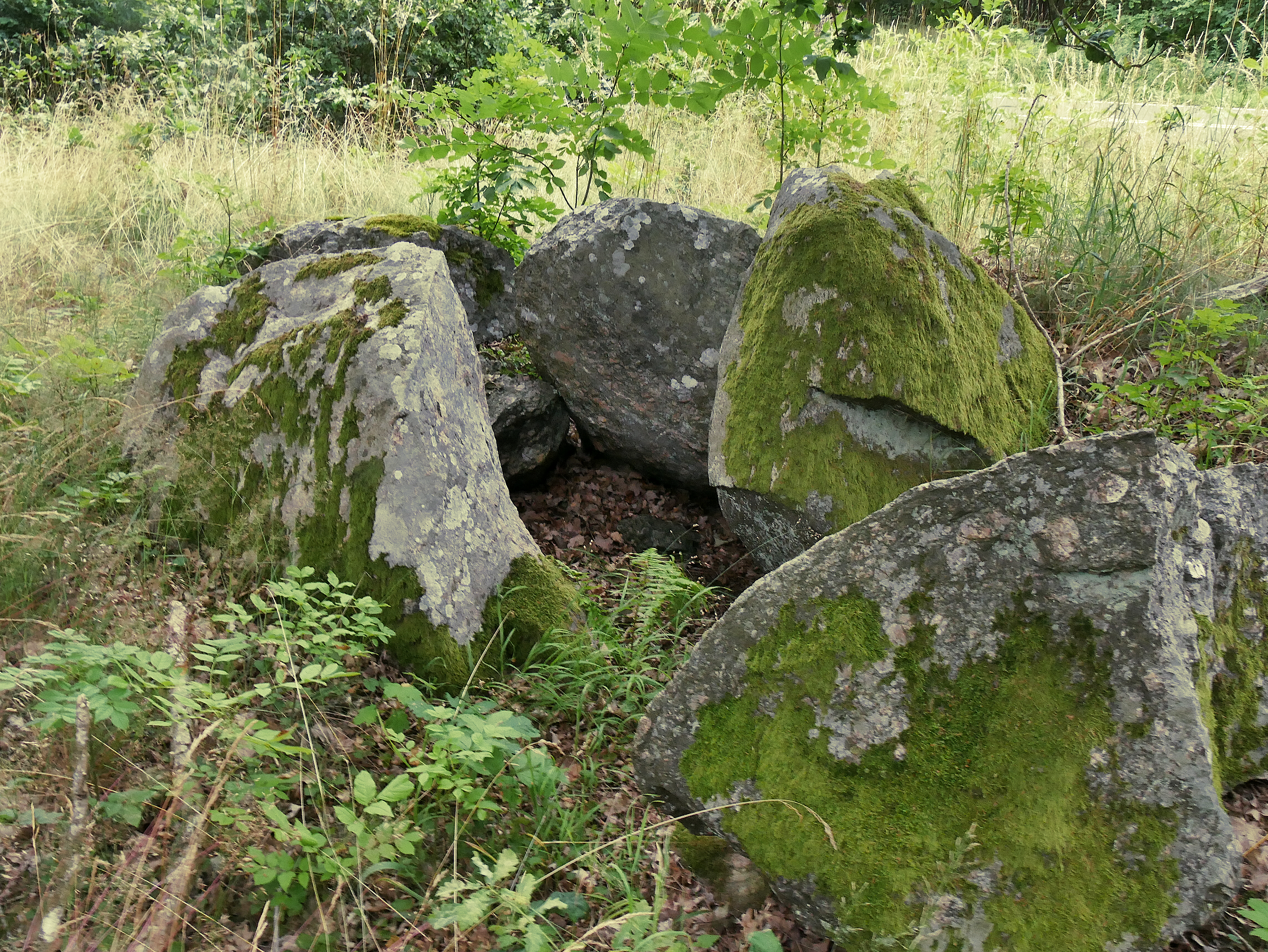
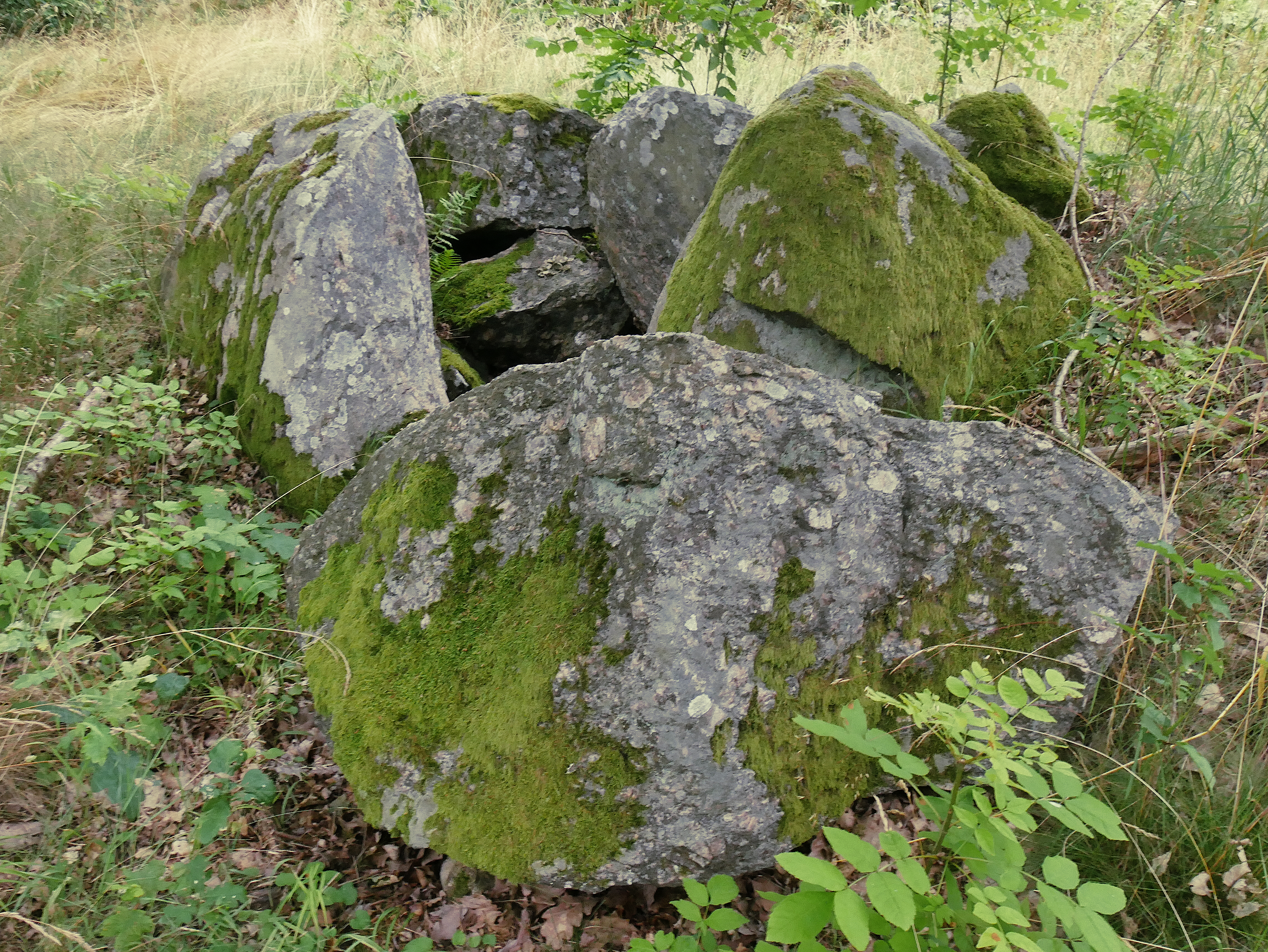
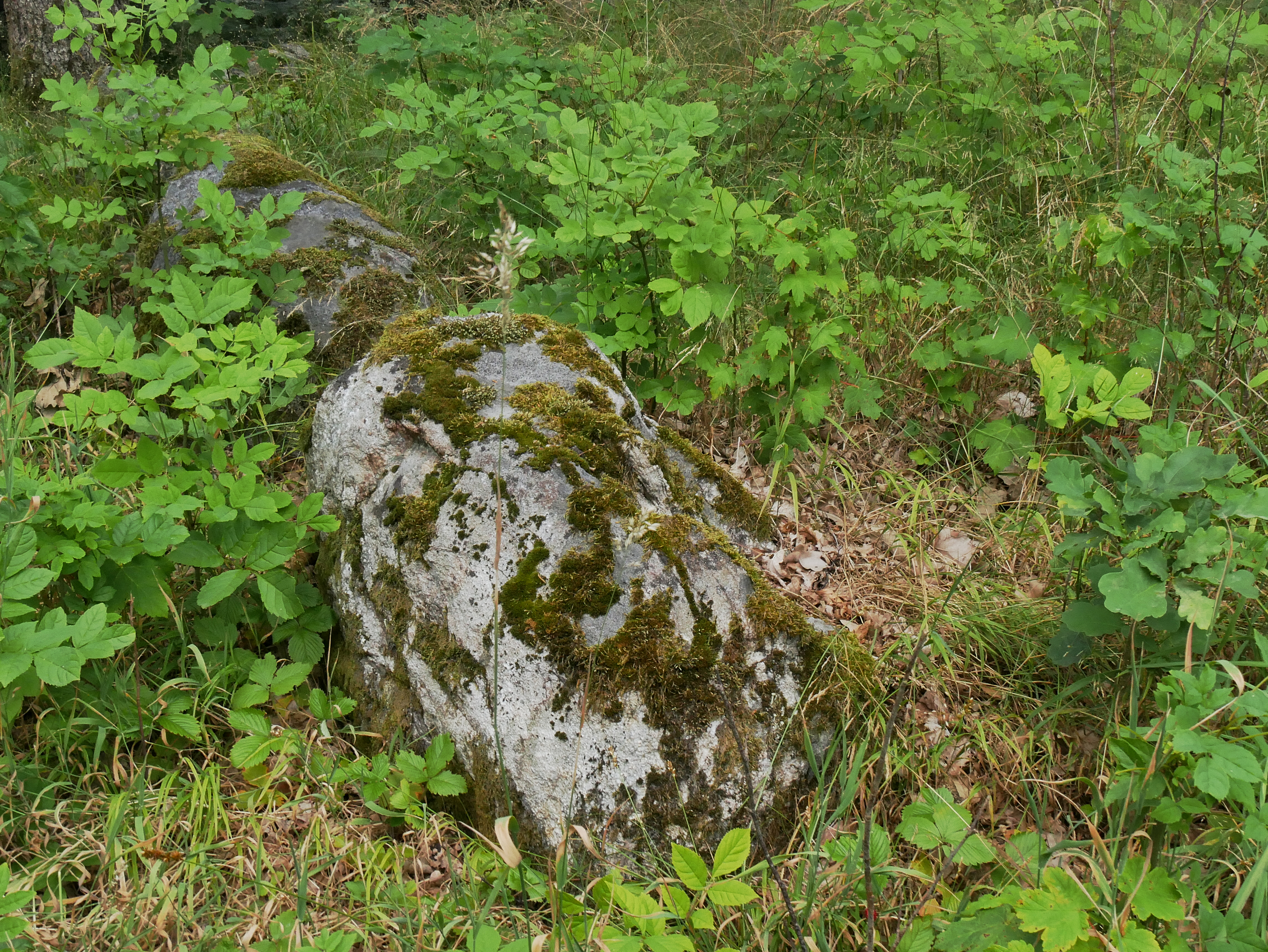
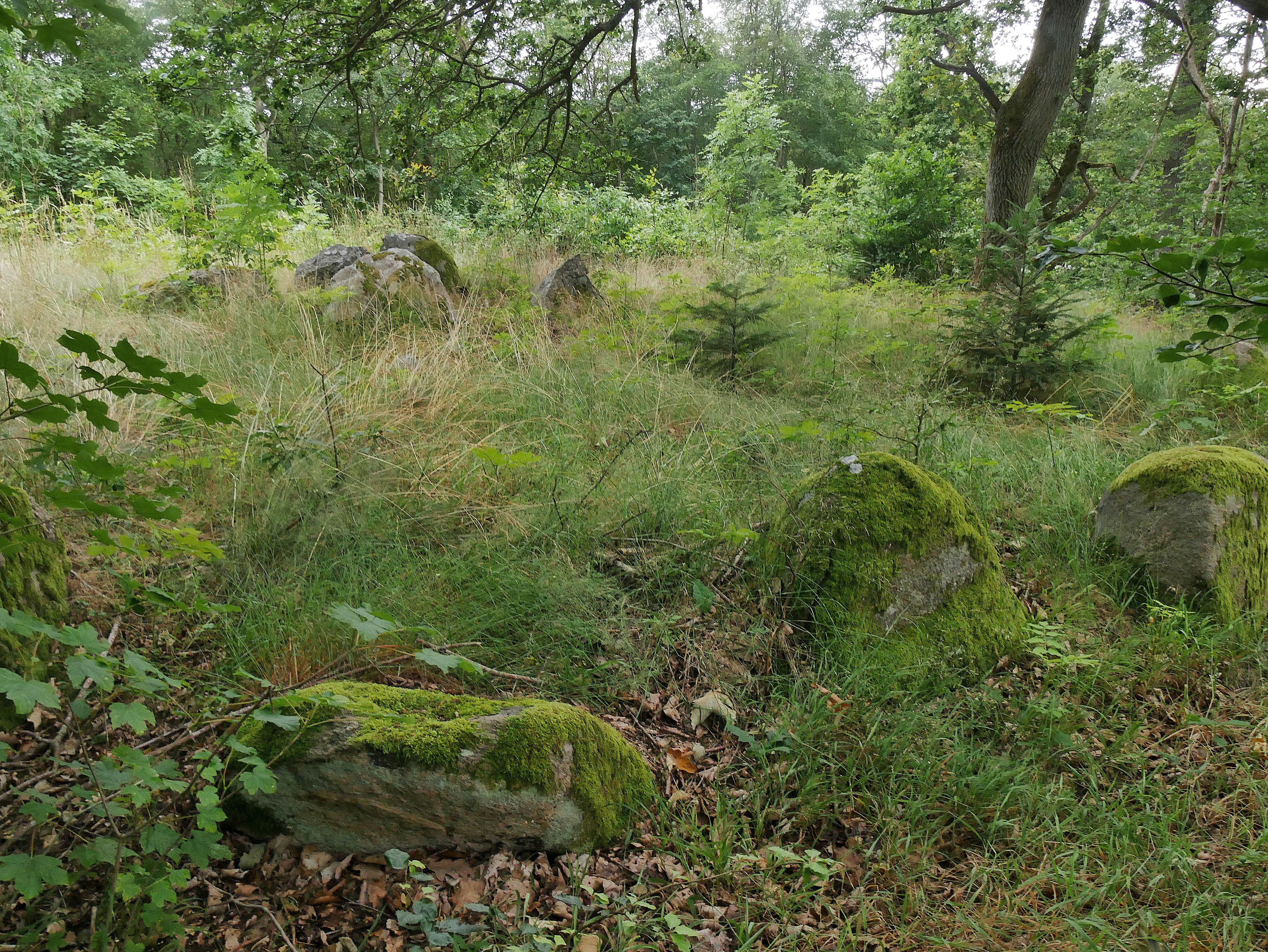